# شكري أوزيلديز
شكري أوزيلديز (بالتركية: Şükrü Özyıldız)‏ من مواليد مدينة إزمير عام 1988 هو ممثل تركي.
توفت والدته وهو في عمر صغير.
شارك في المسرح المدرسي أثناء تعليمه في المرحلتين المتوسطة والثانوية. كان والده يريد أن يعمل في شركة العائلة ولكن الممثل رفض ذلك لأنه كان يريد ان يدرس في الكونسرفتوار. ولكنه درس في جامعة إيجه قسم إدارة الأعمال وبعد تخرجه أفلست شركة والده ولم يعمل فيها. وعندها قال له والده «ياليت كنت ممثل»، حينها رد عليه ابنه وقال «ياليتك سمحت لي بذلك!» ثم بعد ذلك وقف والده بجانبه وساعده لكي يصبح ممثلا.

## في التلفزيون

### مسلسلات
| العام | العنوان         | الدور  | ملاحظات |
| ----- | --------------- | ------ | ------- |
| 2013  | نيفا (فيلم)     | إرجن   | بطولة   |
| 2015  | اللطيف والخطير  | زاروك  | بطولة   |
| 2016  | كل شئ بسبب الحب | بوراك  | بطولة   |
| 2016  | التفاح الحامض   | أوزجور | بطولة   |
| 2018  | غريب في جيبي    | سنان   | بطولة   |
| 2023  | اساليب الحب     | كرم    | بطولة   |

| العام     | العنوان                   | الشخصية       |
| --------- | ------------------------- | ------------- |
| 2011      | المياه العميقة            | طبراق         |
| 2012      | الهاوية                   | المحامي تولغا |
| 2013      | طائر النمنمة              | مراد          |
| 2013–2014 | ويبقى الأمل               | أوزان         |
| 2014      | مسألة شرف                 | Emir          |
| 2015      | الحلوات الصغيرات الكاذبات | ايرين         |
| 2016      | شمس الشتاء                | ايفه/ميته     |
| 2017      | نجمة الراعي               | سيد           |
| 2018      | نفس على نفس               | يوسف ألجان    |
| 2019      | الطبقة الراقية            |               |
| 2020      | Akıncı                    | فاتح          |
| 2021      | Rosalinda : Oh aşkım      | ألكس رونابار  |
| 2023      | عميل الحب (دون أن تشعر)   | اونور         |

## حياته الخاصة
واعد أوزيلديز شريكته في مسلسل مسألة شرف شكران أوفالي ثم انفصلا، ليواعد الممثلة رابيا يامن وينفصلا

## روابط خارجية
- شكري أوزيلديز على موقع IMDb (الإنجليزية)
- شكري أوزيلديز على موقع روتن توميتوز (الإنجليزية)
- شكري أوزيلديز على موقع ألو سيني (الفرنسية)
- شكري أوزيلديز على موقع قاعدة بيانات الفيلم (الإنجليزية)
- شكري أوزيلديز على موقع كينوبويسك (الروسية)